# Timor Putra Nasional

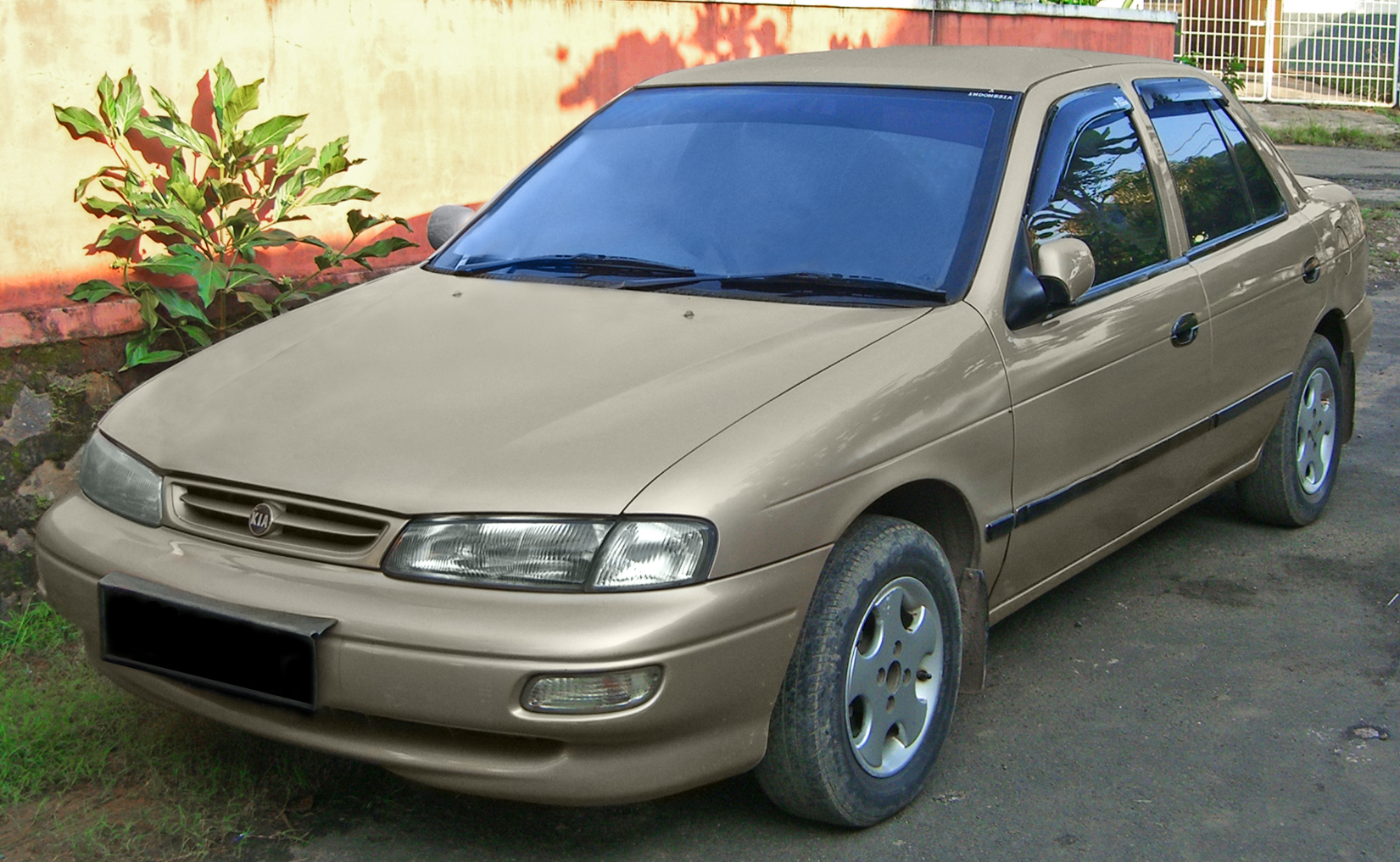
Dieses Fahrzeug ist als Timor S-515 bezeichnet. Allerdings trägt es das Markenzeichen von Kia.

PT Timor Putra Nasional war ein indonesischer Hersteller von Automobilen.

## Unternehmensgeschichte
Tommy Suharto, Sohn von Suharto, gründete das Unternehmen in Jakarta. 1996 begann in Zusammenarbeit mit Kia Motors die Produktion von Automobilen. Der Markenname lautete Timor, kurz für Teknologi Industri Mobil Rakyat. Die Asienkrise 1997 bis 1998 sowie die Insolvenz von Kia führten zu Problemen. 1998 endete die Produktion. Eine andere Quelle gibt den Produktionszeitraum mit 1995 bis 2005 an.

## Fahrzeuge
Der Timor S-515 basierte auf dem Kia Sephia. Dies war eine Limousine. Die Vierzylindermotoren hatten 1500 cm³ Hubraum und je nach Ausführung 82 PS oder 105 PS. Für eine weitere Variante sind 120 PS überliefert. Im ersten Jahr wurden 6042 Fahrzeuge verkauft. Bis Jahresende 1997 wurden fast 19.000 Fahrzeuge registriert. Ende 1998 standen 14.000 Fahrzeuge unverkauft auf Halde.
Der S 2 by Zagato wurde von Zagato entworfen, blieb jedoch ein Prototyp.